# Wallyford
Wallyford är en by i East Lothian i Skottland. Byn är belägen 2 km 
från Musselburgh. Orten har 3 260 invånare (2016).